# 釧路町立知方学小学校
釧路町立知方学小学校（くしろちょうりつちっぽまないしょうがっこう）とは北海道釧路郡釧路町大字仙鳳趾村知方学に存在する町立の小学校である。

## 概要
釧路町で最も東に位置する小学校であり、釧路町立仙鳳趾小学校の閉校後は釧路町大字仙鳳趾村に唯一存在する小学校である。

## 歴史
- 1900年（明治33年） - 仙鳳趾小学校の前身である仙鳳趾簡易教育所が開校する[1]。
- 1901年（明治34年） - 知方学小学校の前身である第二仙鳳趾簡易教育所が開校する[1]。
- 2008年（平成20年） - 仙鳳趾小学校が知方学小学校に統合され閉校する[1]。

## 通学区域
- 仙鳳趾村（入境学を除く）[2]

## 進学先中学校
- 釧路町立昆布森中学校